# ガーデンズシネマ
ガーデンズシネマ（gardens' cinema）は、鹿児島県鹿児島市呉服町のマルヤガーデンズにある映画館（ミニシアター）。運営は鹿児島コミュニティシネマ（一般社団法人）。

## 特色
座席数は39席であり、デジタルシネマの上映設備を導入している映画館では日本最小である
。商業施設内に開館した日本初のコミュニティシネマである。
2016年（平成28年）4月には鹿児島県の燦燦舎から『39席の映画館 いつもみんなで映画をみて』が刊行された。同年11月にはガーデンズシネマの設立者のひとりである小野公宇一が、種子島出身の女優新橋喜代三を追った『百萬両の女 喜代三』（彩流社）を刊行した。
館内ロビーの壁一面にポスターが貼られている。客席入口前には運営資金を寄付した個人や団体の名前が掲げられている。映画館の入口前にはカフェスペースがあり、上映作品に絡めた企画を行うことも多い。イベントの開催回数が多いのが特徴で、年間に30-40回のイベントを開催している。食・環境・憲法・平和・原発など、政治や社会を主題とする作品を上映することが多く、上映作品に関連するシンポジウムやトークショーなどを開催することも多い。客層は幅広く、60代から70代に加えて、若者も訪れている。

## 歴史

### 天文館の映画館

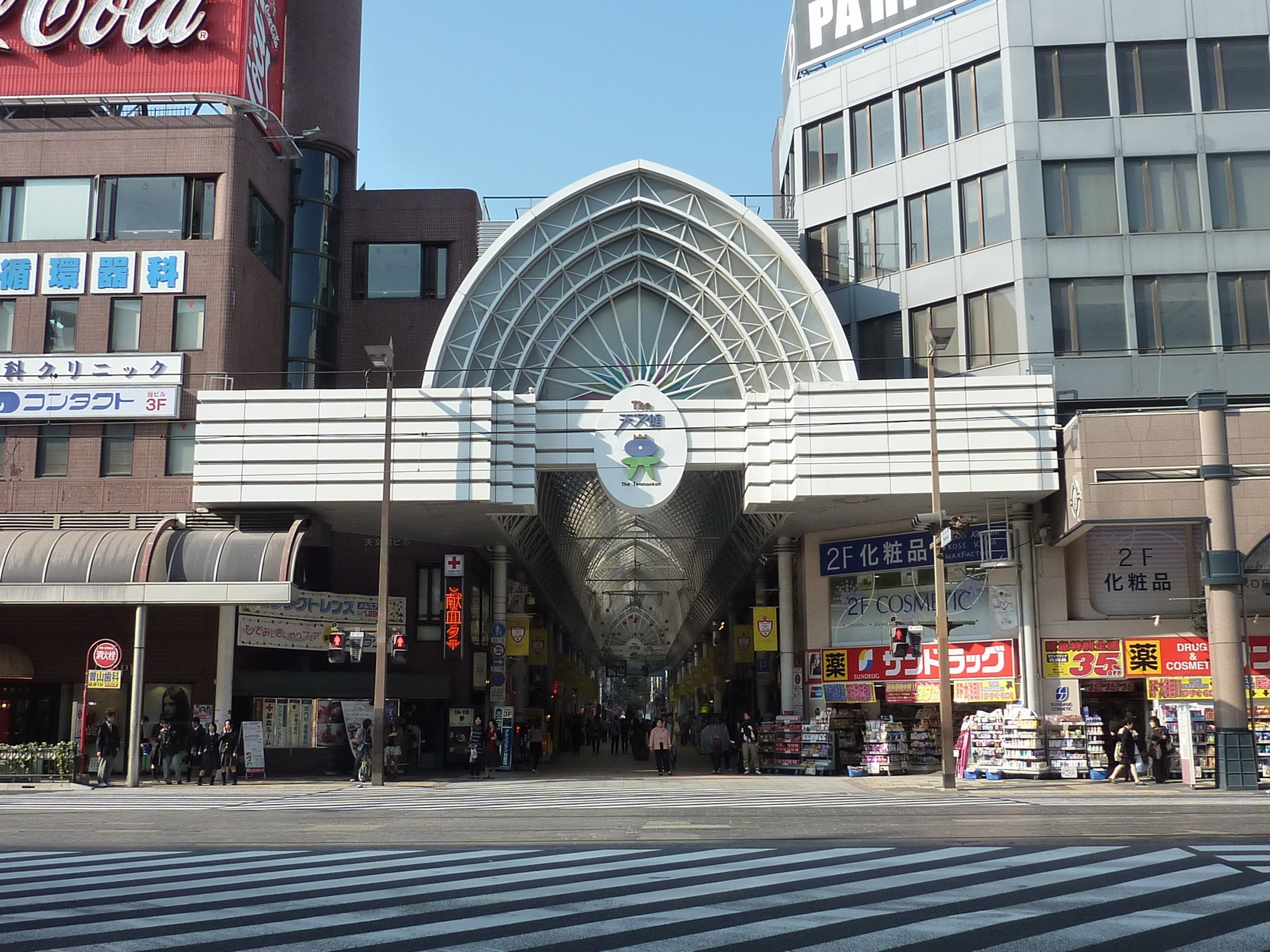
天文館のアーケード商店街

鹿児島市の繁華街である天文館は戦前から映画館街として知られていた。1945年（昭和20年）6月17日の鹿児島大空襲で鹿児島市の映画館はすべて焼失したが、1947年（昭和22年）までには映画館5館が立ち並ぶ映画館街が天文館に復活した。
1953年（昭和28年）の鹿児島県には42館の映画館があり、鹿児島市にあった第一映劇、第一小劇、セントラル映劇（ここまで3館は東千石町）、高島映劇、日東映劇、銀座映劇、銀映座、国際映劇、日本劇場（ここまで6館は山之口町）の9館はすべて天文館にあった。同年8月には国鉄西鹿児島駅付近に、戦後初めて甲突川を越えた位置（南側）に映画館（新世界映劇）が開館している。
全国の映画館数がピークを迎えたのは1960年（昭和35年）である。この年の鹿児島県には104館の映画館が、鹿児島市には26館があり、天文館には26館のうち16館が存在した。京都造形芸術大学教授で映画評論家の寺脇研は、鹿児島で過ごしたラ・サール高校時代に天文館の映画館に入り浸って、年間200本近い日本映画を観ていた。
テレビの普及や住宅地の郊外化にともなって映画業界は衰退していった。1972年度の鹿児島県の映画館数は最盛期の約半分となり、鹿児島県の映画人口は最盛期の12%にまで減少した。1999年（平成11年）時点では鹿児島県内で映画館が存在する自治体は鹿児島市のみであった。同時期の天文館にはシネシティ文化（5スクリーン）、鹿児島東宝（3スクリーン）、鹿児島松竹タカシマ（2スクリーン）、鹿児島東映（単独館）、旭シネマ（単独館）の5施設計12スクリーンがあった。

### 天文館からの映画館の消滅と復活

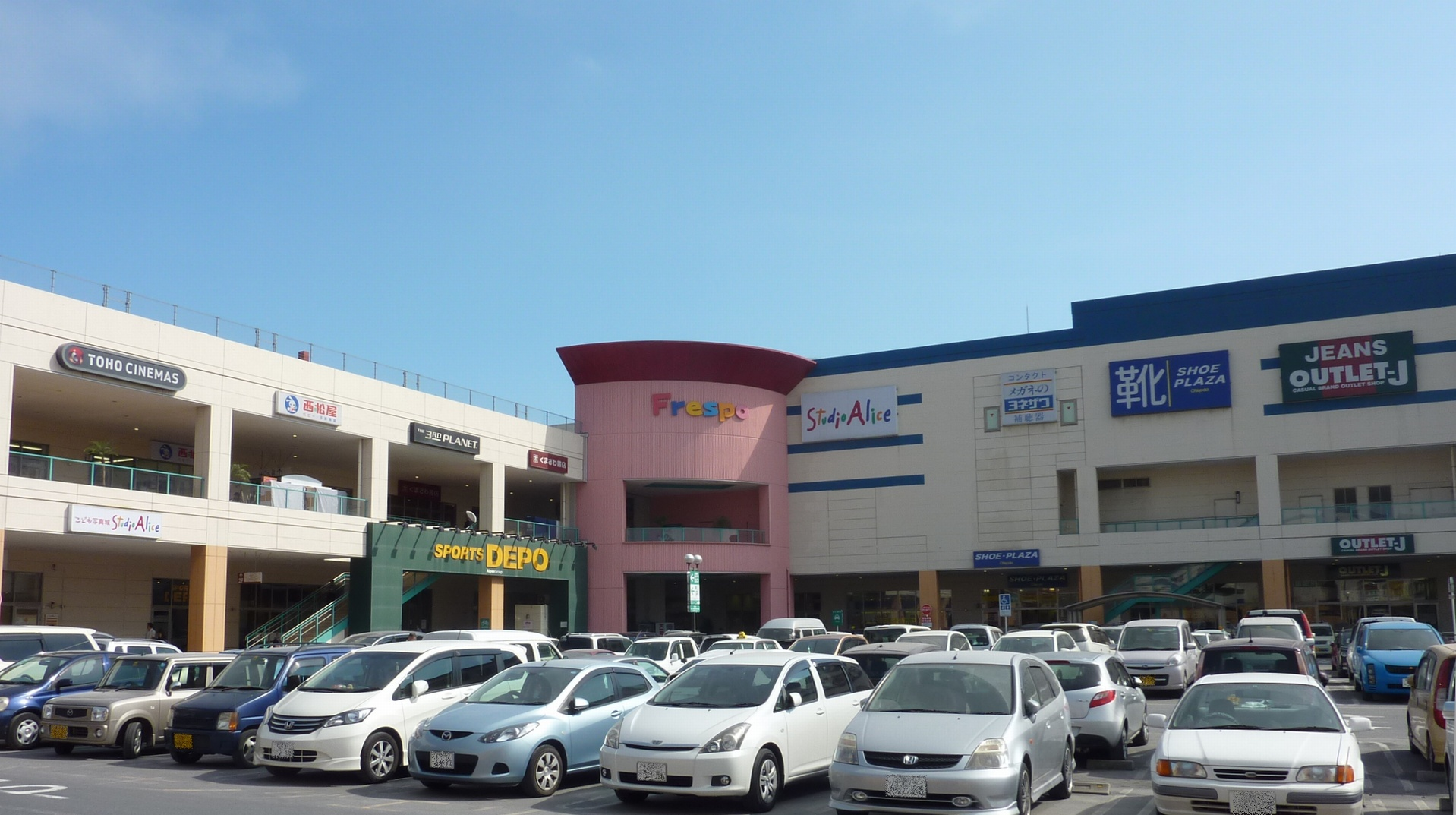
TOHOシネマズ与次郎が入っているフレスポジャングルパーク

2004年（平成16年）にはJR鹿児島中央駅前のアミュプラザ鹿児島に鹿児島県最大級のシネマコンプレックス（シネコン）である鹿児島ミッテ10が開館。これによって天文館にあったシネシティ文化の収益が悪化し、また鹿児島市郊外にシネコンが開館することも決定していたことから、2006年（平成18年）6月5日には九州初のシネコンであるシネシティ文化が休館となった。
さらには同年10月15日に鹿児島市郊外にシネコンのTOHOシネマズ与次郎が開館するのに合わせて、前日の10月14日をもって鹿児島東宝（1974年開館・3スクリーン）が閉館し、ついに天文館から映画館が消えた。福岡有楽興行が運営していたシネシティ文化は休館後も興行再開を模索したが、2006年10月に興行再開を断念している。
2009年時点で沖縄県を含む九州地方の8県には最低1館のミニシアターがあったが、鹿児島県のみにはミニシアターが存在しなかった。フィルム上映のための映写機を有する施設がないため、鹿児島県では自主上映会を開催するにも苦労を強いられた。社会学者の斉藤悦則は、鹿児島県は九州ではもっとも劣悪な映画環境と指摘している。2009年末時点の鹿児島県のスクリーン数は24館であり、沖縄県を含む九州地方8県の中では宮崎県に次いでスクリーン数が少なかった。

### 鹿児島コミュニティシネマ
現在の支配人である黒岩美智子が生まれた1958年は、映画館の年間入場者数が最多を記録した年だった。黒岩は鹿児島大学卒業後に鹿児島で会社員として働いており、1989年に上京して東京テアトルの子会社であるテアトルエージェンシーに勤務。しかし1995年に鹿児島に戻った際には天文館の映画館は消えかかっており、2006年には天文館に2館だけ残っていたシネシティ文化と鹿児島東宝が閉館した。
黒岩は天文館の映画文化について考えるシンポジウムで声を上げ、東京で開催されたコミュニティシネマの勉強会に参加。2007年6月16日、黒岩が中心となって映画の自主上映団体「鹿児島コミュニティシネマ」を発足させた。8月には黎明館講堂で第1回上映会『紙屋悦子の青春』を開催。2007年度には2本、2008年度には4本、2009年度にはほぼ毎月の頻度で上映会を開催し、『マルタのやさしい刺繍』には1日で600人もの観客を集めた。2009年には鹿児島県の文化助成事業の一環として、鹿児島コミュニティシネマは県民エイガさつまおごじょ『サザン・ガールズ・グラフィティ』を製作した。
2009年には会員が所有するビルの一部を用いて常設映画館の開館をめざしたが、資金の問題で断念している。この頃には丸屋が三越鹿児島店を改修してマルヤガーデンズ開店の準備を進めていたが、2010年1月にはマルヤガーデンズの7階に常設映画館（ミニシアター）を開業することで話がまとまった。映写技師が必須となる35mmフィルム映写機ではなく、開館当初からDLPを導入してブルーレイデッキで上映している。

### ガーデンズシネマ開館

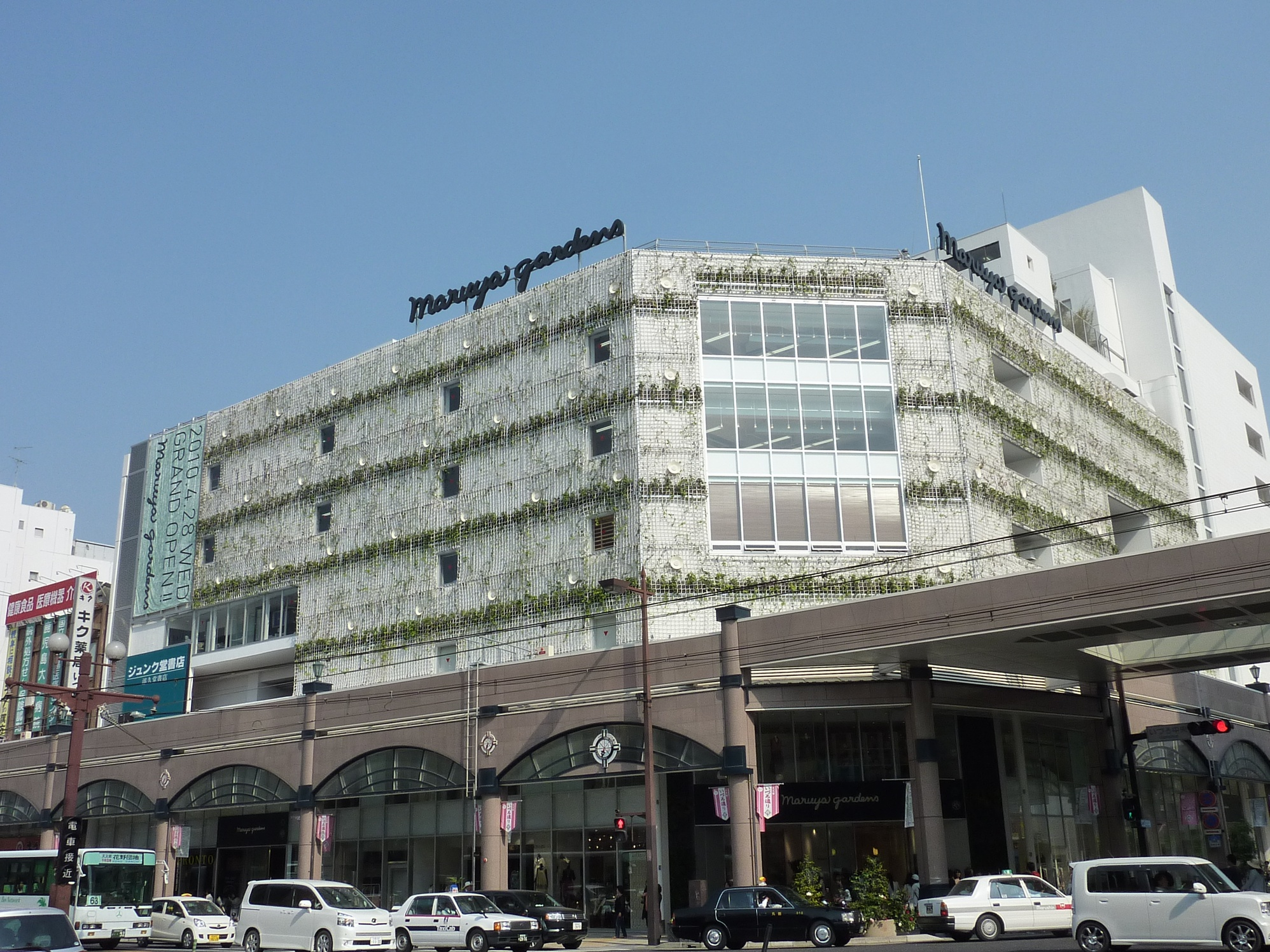
開館時のマルヤガーデンズ

2010年4月28日のマルヤガーデンズ開店に合わせて、ガーデンズシネマが開館した。開館日の4月28日には、鹿児島コミュニティシネマが製作した県民エイガさつまおごじょ『サザン・ガールズ・グラフィティ』、韓国のドキュメンタリー映画『牛の鈴音』、フランス映画『夏時間の庭』を上映した。黒岩は東京在住時に映画パーソナリティの襟川クロと知り合っており、4月29日には襟川が来鹿してトークイベントを行った。開館日は平日だったこともあり、初回上映の観客数は1人と集客に苦戦している。
2010年夏には『キャタピラー』（若松孝二監督）のみを上映。39席が満席となる人気作品であり、のべ1,800人以上を集めて今日までガーデンズシネマの観客数記録となっている。同年11月には大韓航空の鹿児島＝仁川便就航20周年に合わせて、鹿児島日韓親善協会と共同で「韓国映画ウィーク」を開催した。11月には鹿児島コミュニティシネマが任意団体から一般社団法人となり、12月には鹿児島県興行生活衛生同業組合に加入した。開館時には背もたれのない椅子を使用していたが、2011年3月10日には閉館した岐阜県の映画館から映画館専用の椅子を譲り受けた。

### 天文館シネマパラダイスの開館

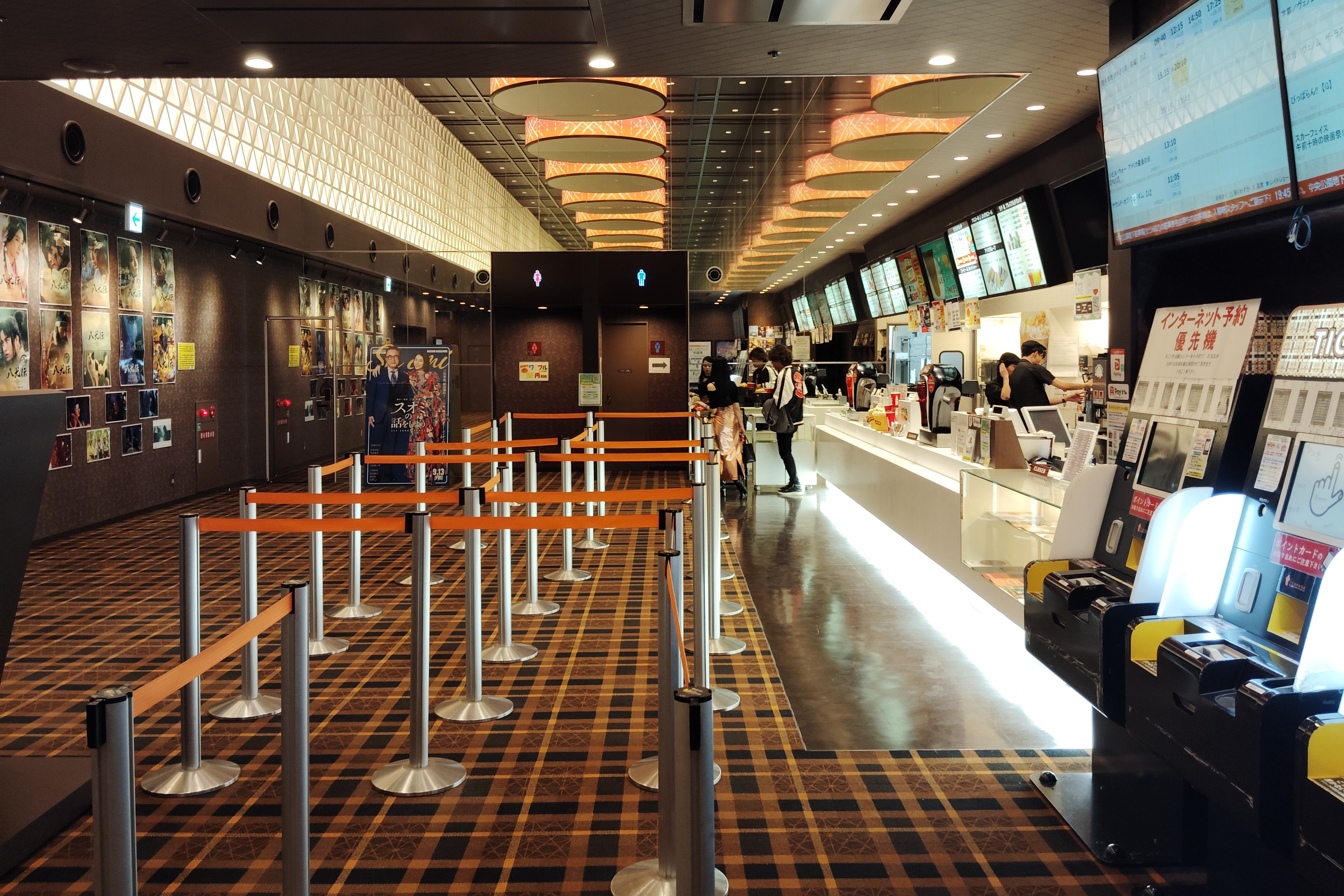
近隣にある天文館シネマパラダイス

ガーデンズシネマの開館前から、商店街主らによってかつての映画街である天文館にシネマコンプレックスを開館させる計画があった。2012年5月3日にはLAZO表参道の3階に、7スクリーン計875席を持つ天文館シネマパラダイスが開館した。天文館シネマパラダイスの全事業費は約16億円、その40%である約5億9000万円は国や鹿児島市からの補助金で賄われている。天文館シネマパラダイスは運営会社「天文館」が運営し、TOHOシネマズが番組編成を行っている。

### デジタル対応後

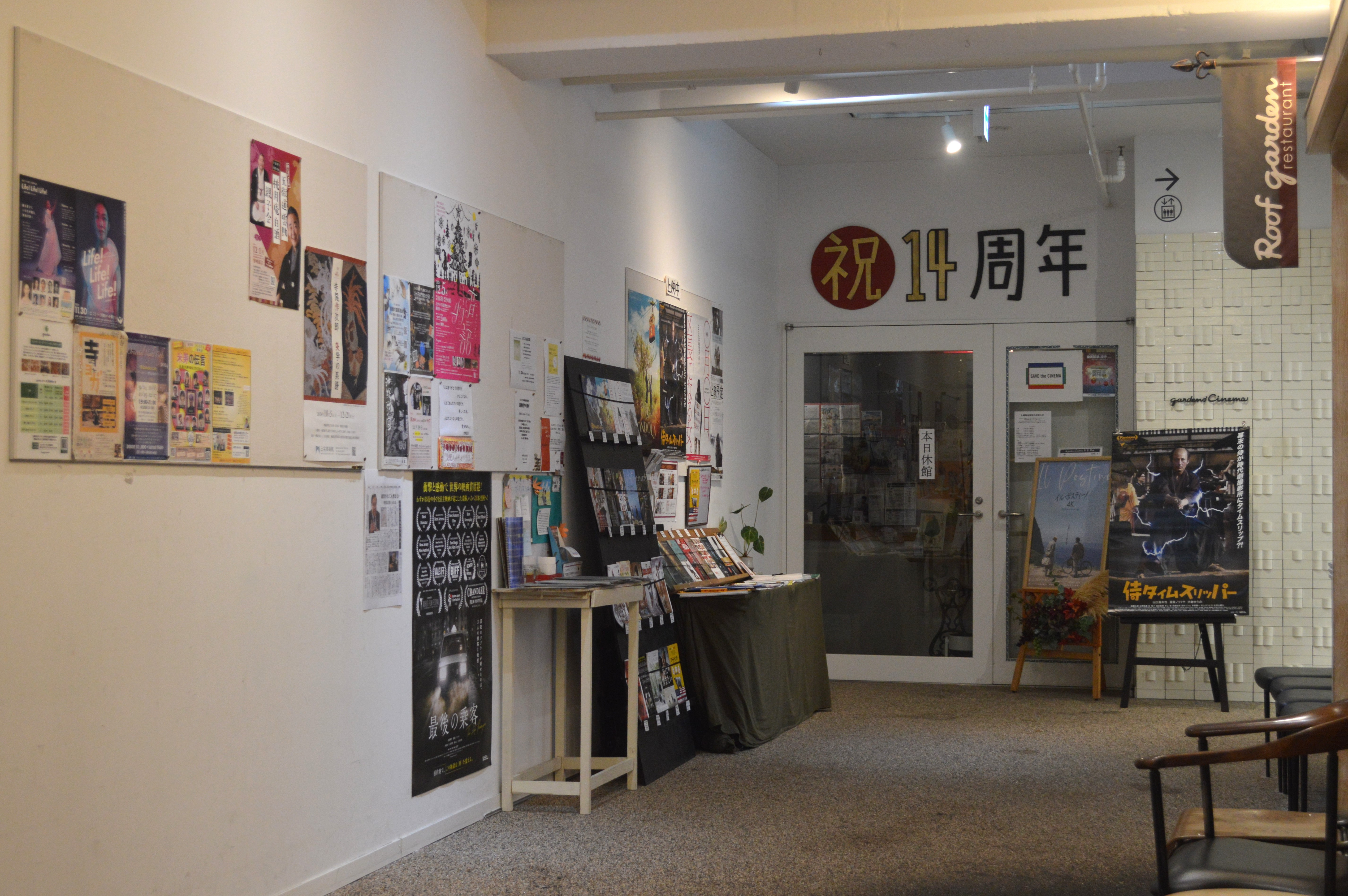
ガーデンズシネマの入口前

2011年度の年間来館者数は約15,000人だったが、天文館シネマパラダイス開館後には1割程度減少した。2012年夏からは上映設備のデジタル化（デジタルシネマ上映）費用550万円の募金を募った。クラウドファンディングを行ったこともあって、2013年9月にデジタルシネマ対応が完了している。
2013年4月28日には開館4周年を記念して、歌手の玉井夕海を呼んだ秘密上映会&トークイベント&ライブが開催された。同年にインド映画『恋する輪廻 オーム・シャンティ・オーム』『スチューデント・オブ・ザ・イヤー 狙え! No.1!!』を上映した際には、映画に合わせて踊ったり歌ったりするマサラ上映が行われ、支配人の黒岩（50代）が率先して踊った。9月8日には映画評論家の加藤幹郎を招いた講演会が開催された。開館した2010年度から2012年度までは赤字が続いていたが、2013年度には開館後初めて黒字となった。
2014年4月18日には開館5周年を記念して、映画パーソナリティの襟川クロを呼んだ『ジミーとジョルジュ 心の欠片を探して』のトーク付き上映が開催された。2016年9月には「国際オーガニック映画祭 in KAGOSHIMA 2016」がガーデンズシネマで開催された。

## 舞台挨拶など
2010年度

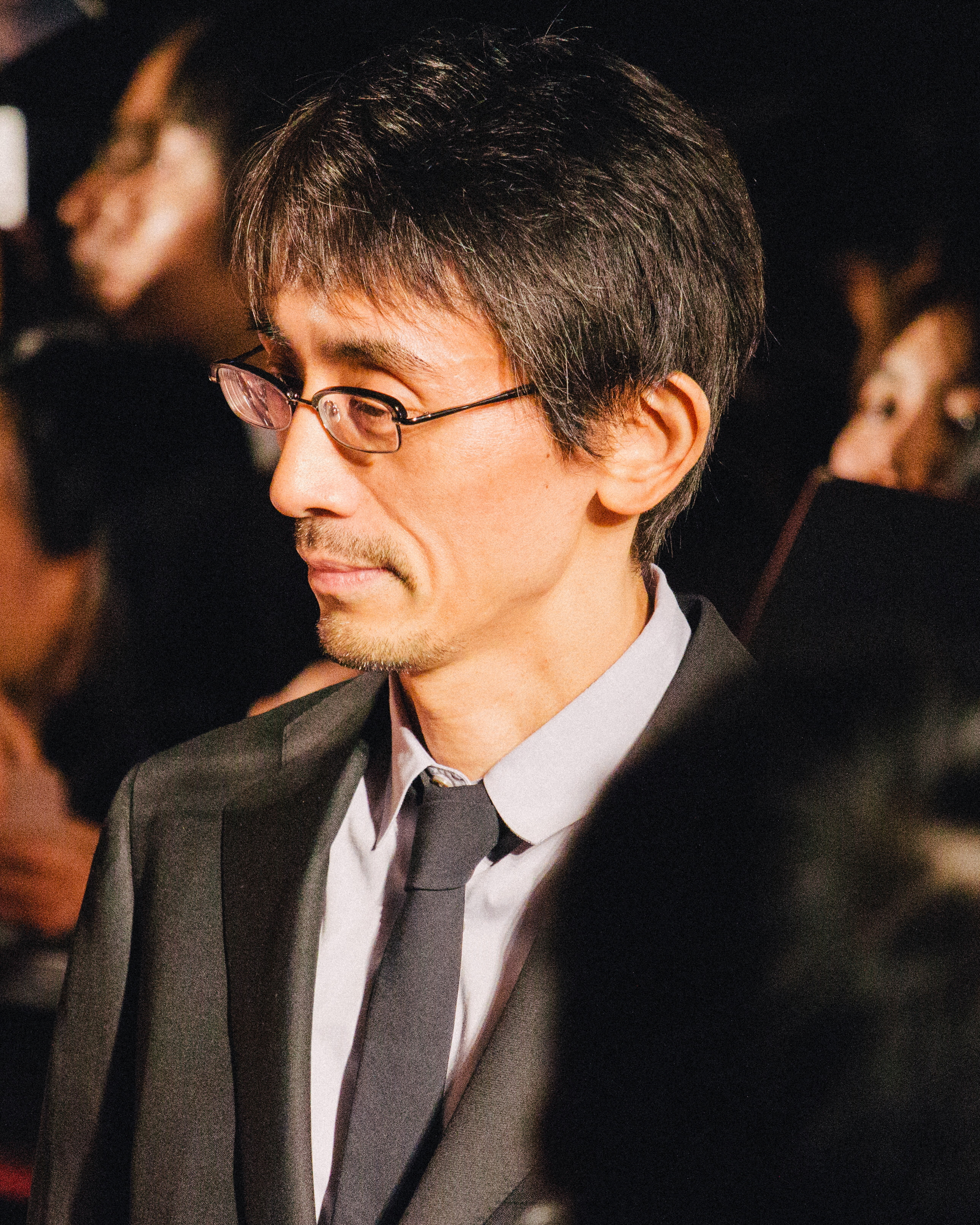
『パーマネント野ばら』の舞台挨拶で訪れた吉田大八監督

2010年9月11日には『天国はまだ遠く』の長澤雅彦監督による舞台挨拶とティーチインが行われた。2011年1月15日には『パーマネント野ばら』の吉田大八監督による舞台挨拶とティーチインが行われた。3月27日には『森聞き』の柴田昌平監督によるトークイベントとティーチインが行われた。
2011年度
2011年9月3日には『JAZZ爺MEN』に出演した河原さぶによる舞台挨拶とティーチインが行われた。11月5日には『流れる雲よ』に出演した東武士と脚本の奈美木映里による舞台挨拶が行われた。2012年1月14日には『ヒロシマ・ナガサキダウンロード』の竹田信平監督による舞台挨拶が行われた。2月11日には『ショージとタカオ』の井手洋子監督による舞台挨拶が行われた。
2012年度
2012年4月7日には『大津波のあとに』『槌音』の森元修一監督による舞台挨拶とティーチインが行われた。4月21日には『カリーナの林檎』の今関あきよし監督による舞台挨拶とティーチインが行われた。12月8日には『夏の祈り』の坂口香津美監督による舞台挨拶が行われた。2013年1月6日には『女たちの都〜ワッゲンオッゲン〜』の祷映監督による舞台挨拶が行われた。
2013年度
2013年6月には映画『戦争と一人の女』が上映され、6月15日には高校時代に天文館の映画館街に通った寺脇研監督による舞台挨拶が行われた。6月16日には『さすらいのジャンゴ』を含む上映会が開催され、並河信也監督がゲストとして出席した。11月4日には『祭爆』の富沢満監督による舞台挨拶が行われた。1月17日には『六月燈の三姉妹』が上映され、出演した西田聖志郎を囲んだ昼食会が行われた。
2014年度
2014年5月17日には『標的の村』の三上智恵監督による舞台挨拶が行われた。5月24日には『ある精肉店のはなし』の纐纈あや監督による舞台挨拶が行われた。7月26日には『レオニー』の松井久子監督による舞台挨拶が行われた。8月22日には『許されざる者』の李相日監督らによるトーク付き上映会が行われた。11月1日には『女優時代』の大森一樹監督によるトーク付き上映会が行われた。11月19日には『まちや紳士録』の伊藤有紀監督による舞台挨拶が行われた。
2015年度
2015年7月には『野火』が上映され、7月6日には塚本晋也監督による舞台挨拶とティーチインが開催された。2016年1月には『ベトナムの風に吹かれて』を上映し、1月11日には大森一樹監督によるティーチインが開催された。
2016年度
2016年4月には岡田准一主演のドラマ映画『エヴェレスト 神々の山嶺』を上映し、4月24日には平山秀幸監督らによるトークイベントが開催された。4月には『氷の花火～山口小夜子』を上映し、アンコール上映後の5月1日には松本貴子監督による舞台挨拶が行われた。6月・7月には『抱擁』を上映し、7月2日には坂口香津美監督による舞台挨拶が行われた。
7月10日に投開票された第22回参議院議員通常選挙と鹿児島県知事選挙前には、憲法や政治をテーマにした2作品（『不思議なクニの憲法』、『ヤクザと憲法』）を相次いで上映した。7月9日の『ヤクザと憲法』上映後には土方宏史監督らによるトークイベントが開催された。7月には『幸福は日々の中に。』を上映し、7月16日には茂木綾子監督らによるトークイベントが開催された。
8月には前年にも上映した『野火』がアンコール上映され、8月17日には塚本晋也監督によるトークイベントが開催された。8月には原発事故を題材とするドキュメンタリー映画『大地を受け継ぐ』を上映し、8月27日には井上淳一監督らによるトークイベントが開催された。12月には屋久島が舞台のコメディ映画『東京ウィンドオーケストラ』を全国公開に先駆けて先行上映し、12月6日には主演の中西美帆と坂下雄一郎監督によるトークイベントが開催された。12月には『秋の理由』を上映し、12月10日・11日には福間健二監督や詩人の小山伸二によるトークイベントが開催された。
2017年1月には落語家の桂福團治を追ったドキュメンタリー映画『人情噺の福団治』を上映し、同月2日と3日には伊藤有紀監督によるトークイベントが開催された。

## 基礎情報
- 所在地 : 鹿児島県鹿児島市呉服町6−5 マルヤガーデンズ 7階
- アクセス : JR鹿児島中央駅東口から鹿児島市電2系統または鹿児島市営バスで約10分、いづろバス停またはいづろ通停留場から徒歩1分
- 座席数 : 39席
- 支配人 : 黒岩美智子